# Kólymbos
Kólymbos (grec moderne : Κόλυμπος) est une localité située dans le dème d'Ándros, dans le district régional d'Ándros, dans la périphérie d'Égée-Méridionale, en Grèce.
Selon le recensement de 2021, elle compte 6 habitants.